# Steinvikholm
Steinvikholms slott är ett slott på Steinviksholmen vid Steinvik, Stjørdals kommun utanför Trondheim i Norge.
Borgen påbörjades som ärkebiskopsborg under 1520-talet av Norges siste katolske ärkebiskop, Olav Engelbrektsson. Omkring 1527 förefaller borgen stort färdig. En omfattande ombyggnad företogs kort efter 1542, då en vådeld skadade fästningen. Under 1570-talet, efter nordiska sjuårskrigets slut, beslutade den dansk-norske kungen att borgen skulle nedläggas. Ruinerna finns dock fortfarande kvar, och en större utgrävning av dessa företogs under 1890-talet av arkitekten Alf Hofflund.